# Viñedo del valle del Ródano

Los viñedos del valle del Ródano.

El viñedo del valle del Ródano (en francés, vignoble de la vallée du Rhône) es una región vinícola francesa que se extiende desde Vienne al Norte hasta Arlés en el Sur. Se divide en dos regiones:
- Ródano Septentrional (de Vienne a Valence)
- Ródano Meridional (de Montélimar a Arlés)

La superficie de producción es de 73 000 hectáreas.
La producción anual media es de 3,5 millones de hectolitros (465 millones de botellas) y provienen de 7000 explotaciones, siendo la superficie media de cada una de 10 ha.
Sólo 2000 de estas explotaciones son bodegas particulares; las otras se agrupan en cooperativas.
La denominación Côtes-du-Rhône, creada por un decreto de 1937, se reparte por 44 000 hectáreas de seis departamentos (Ródano, Loira, Vaucluse, Drôme, Ardèche y Gard).
La denominación «Côtes-du-Rhône-villages», creada por un decreto de 1966, afecta a 95 municipios del área geográfica de Drôme, Vaucluse, Gard y Ardèche.

## Variedades viníferas
- Tintas :
  - Syrah
  - Garnacha (Grenache)
  - Monastrell (Mourvèdre)
  - Cinsault
  - Cariñena
- Blancas :
  - Marsanne
  - Roussanne
  - Viognier
  - Grenache blanc
  - Clairette
  - Muscat

## Denominaciones (AOC)
- Côtes du Rhône
- Côtes du Rhône Villages
- Côte Rôtie
- Condrieu
- Château-grillet
- Saint-Joseph
- Cornas
- Saint-Péray
- Hermitage
- Crozes-hermitage
- Clairette de Die
- Crémant de Die
- Coteaux de Die
- Châtillon-en-Diois
- Côtes du Vivarais
- Coteaux du Tricastin
- Gigondas
- Muscat de Beaumes-de-Venise
- Côtes du Ventoux
- Châteauneuf-du-Pape
- Vacqueyras
- Tavel
- Lirac
- Rasteau
- Côtes du Luberon
- Clairette de Bellegarde
- Costières de Nîmes

Además de estas denominaciones, está el vino del país.

## Viñedos

### Viñedos del Ródano septentrional
- Viñedo de Château-Grillet
- Viñedo de Condrieu
- Viñedo de Cornas
- Viñedo de la Côte-rôtie
- Viñedo des Coteaux-de-l'Ardèche
- Viñedo de Crozes-Hermitage
- Viñedo de l'Hermitage
- Viñedo de Saint-Joseph
- Viñedo de Saint-Péray

### Viñedos del valle de la Drôme
- Viñedo de Die
- Viñedo de Châtillon-en-Diois

### Viñedos del Ródano meridional
- Côtes du Rhône
- Côtes du Rhône Villages
- Viñedo de Châteauneuf-du-Pape
- Viñedo de Coteaux-du-Tricastin
- Viñedo de Coteaux-du-Vivarais
- Viñedo de Côtes-du-Luberon
- Viñedo de Côtes-du-Ventoux
- Viñedo de Gigondas
- Viñedo de Lirac
- Viñedo de Muscat-de-Beaumes-de-Venise
- Viñedo de Tavel
- Viñedo de Vacqueyras
- Viñedo de Vin-doux-de-Rasteau